# Arzano (Francia)
Arzano (in bretone: An Arzhanaou) è un comune francese di 1 427 abitanti situato nel dipartimento del Finistère nella regione della Bretagna.

## Geografia fisica

### Territorio
Arzano è un comune rurale il cui territorio si estende tra le due valli dell'Ellé a ovest e dello Scorff a est. Il fiume Ellé separa Arzano da Tréméven e da Locunolé, mentre il fiume costiero Scorff la separa da Plouay e Cléguer, due comuni del dipartimento del Morbihan; il suo affluente di destra, il torrente Kernévez, separa Arzano da Guilligomarc'h a nord, mentre a sud è il torrente Penlann, altro affluente di destra dello Scorff, a separare Arzano dal territorio di Pont-Scorff lungo un tratto del suo corso.
Il territorio comunale è collinare e la sua altitudine varia da 6 metri a 97 m s.l.m. Il villaggio è situato su una collina di 93 metri di altitudine che domina la valle dell'Ellé. Il sottosuolo è granitico e scistoso.

## Società

### Evoluzione demografica
Abitanti censiti

## Amministrazione

### Gemellaggi
- Arzano